# Florida State Road 869
La Florida State Road 869 (aussi appelée State Road 869 ou SR-869) est une autoroute et un boulevard du réseau routier de la Floride. Elle possède une longue section autoroutière à péage, nommée la Sawgrass Expressway, et possède également une courte section à boulevard urbain à Deerfield Beach. Elle constitue une voie de contournement nord-ouest de la région du grand Fort Lauderdale. Elle mesure au total 35 kilomètres ,.

## Tracé

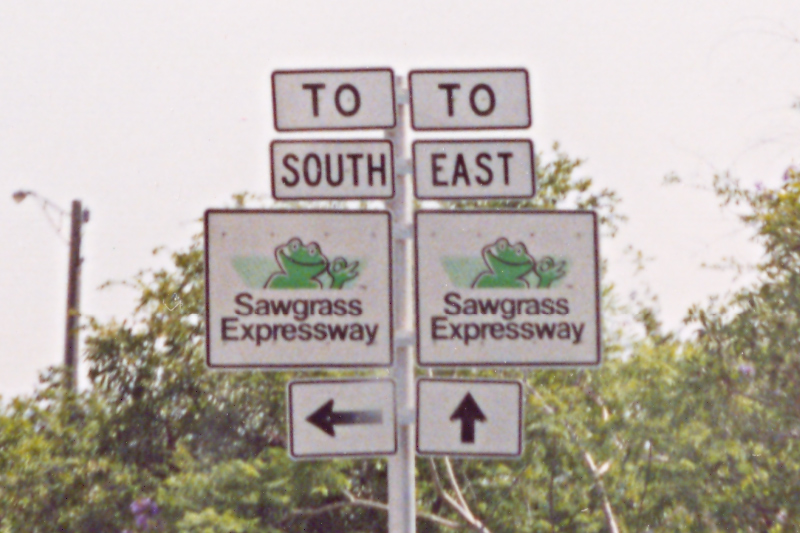
La signalisation pour la 869 en 1992, seulement appelée la Sawgrass Expressway.

La 869 débute par un vaste échangeur autoroutier 12 miles à l'ouest de Fort Lauderdale, dans la ville de Sunrise, près de Davie. Cet échangeur permet l'accès à l'interstate 75 (Alligator Alley) vers Miami ou Tampa ainsi qu'à l'Interstate 595 est vers Fort Lauderdale. La Sawgrass Expressway se dirige vers le Nord pour 1 mile à partir de cet échangeur, traverse l'ouest de Sunrise, puis courbe vers le Nord-Est où elle possède son premier poste de péage. Elle continue vers le Nord-Est pour 4 miles en délimitant la région urbanisée du grand Miami et les marais sauvages des Everglades, à l'Ouest. Elle revient vers le Nord à la hauteur du mile 5, où elle continue dans cette direction pendant 7 miles, traversant Tamarac et Coral Springs, toujours en suivant le canal de démarquait on de la zone urbaine. À la hauteur du mile 13, elle courbe à 90° vers l'Est pour entrer dans le cœur du secteur urbain de Coral Springs, et elle continue vers l'Est pour 5 miles, servant de frontière entre Coral Springs et Parkland. Au mile 18, elle croise la U.S. Route 441, puis continue de se diriger vers l'Est dans Coconut Creek. Au mile 20, elle possède son deuxième poste de péage, puis croise dans un échangeur partiel le Florida's Turnpike. La section autoroutière de la 869 prend fin à cet endroit, ainsi que la section à péage, se changeant ainsi en 10th Street. En étant un boulevard urbain, elle traverse dans une orientation Ouest/Est Deerfield Beach, croisant notamment Powerline Blvd. (route 845). La section numérotée 869 s'arrête lorsqu'elle croise l'Interstate 95 (sortie 41), mais la 10th Street continue tout de même vers l'Est . 

## Disposition des voies
La section autoroutière possède 6 voies (3-3), tandis que la section urbaine possède entre 1 et 2 voies par directions .

## Péages
La section autoroutière est à péage sur l'entièreté, entre les 2 postes de péages au début et à la fin de l'autoroute. Le coût pour faire l'autoroute au complet est de 2,12 $ avec une SunPass, et de 2,50 $ sans.

## Liste des sorties
| Liste des échangeurs - Florida State Road 869 - Sawgrass Expressway | Liste des échangeurs - Florida State Road 869 - Sawgrass Expressway | Liste des échangeurs - Florida State Road 869 - Sawgrass Expressway | Liste des échangeurs - Florida State Road 869 - Sawgrass Expressway | Liste des échangeurs - Florida State Road 869 - Sawgrass Expressway                      | Liste des échangeurs - Florida State Road 869 - Sawgrass Expressway                                |
| Ville                                                               | Mile                                                                | km                                                                  | #                                                                   | IntersectionDestinations                                                                 | Notes                                                                                              |
| ------------------------------------------------------------------- | ------------------------------------------------------------------- | ------------------------------------------------------------------- | ------------------------------------------------------------------- | ---------------------------------------------------------------------------------------- | -------------------------------------------------------------------------------------------------- |
| Sunrise                                                             | 0.000                                                               | 0.000                                                               | –                                                                   | I-75 (Alligator Alley) – Pembroke Pines, Miami, Naples, TampaI-595 est – Fort Lauderdale | Terminus Sud de la 869; sortie 1 de la 595 et 19 de la 75                                          |
| Sunrise                                                             | 1.056                                                               | 1.699                                                               | 1                                                                   | FL-838 est (Sunrise Blvd.), Plantation                                                   | |
| Sunrise                                                             | ~2                                                                  | ~3.2                                                                | Poste de péage Sunrise                                              | Poste de péage Sunrise                                                                   | Poste de péage Sunrise                                                                             |
| Sunrise                                                             | 2.432                                                               | 3.914                                                               | 1B                                                                  | Pat Salerno Drive                                                                        | sortie direction Nord et entrée direction Sud seulement                                            |
| Sunrise                                                             | 3.279                                                               | 5.277                                                               | 3                                                                   | FL-816 est (Oakland Park Blvd.)                                                          | |
| Tamarac                                                             | 5.487                                                               | 8.830                                                               | 5                                                                   | FL-870 est (Commercial Blvd.)                                                            | |
| Coral Springs                                                       | 8.189                                                               | 13.179                                                              | 8                                                                   | FL-814 Est (Atlantic Blvd.)                                                              | |
| Coral Springs                                                       | 10.921                                                              | 17.576                                                              | 11                                                                  | FL-834 Est (Sample Road)                                                                 | |
| Coral Springs                                                       | 13.823                                                              | 22.246                                                              | 14                                                                  | Nob Hill Road / Coral Ridge Drive                                                        | |
| Coral Springs                                                       | 15.569                                                              | 25.056                                                              | 15                                                                  | FL-817 Sud (University Drive)                                                            | |
| Coral Springs                                                       | 18.560                                                              | 29.869                                                              | 18                                                                  | US 441 (route 7)                                                                         | |
| Coconut Creek                                                       | 19.560                                                              | 31.479                                                              | 19                                                                  | Lyons Road                                                                               | |
| Coconut Creek                                                       | ~20.5                                                               | ~32.8                                                               | Poste de péage Coconut Creek                                        | Poste de péage Coconut Creek                                                             | Poste de péage Coconut Creek                                                                       |
| Coconut Creek                                                       | 20.673                                                              | 33.270                                                              | 21                                                                  | Florida's Turnpike – Orlando, Miami                                                      | Fin de la section autoroutière de la 869; sortie direction Est et entrée direction Ouest seulement |
| - Échangeur partiel - Péage                                         |                                                                     |                                                                     |                                                                     |                                                                                          | |